# Кинберг, Яльмар
Юхан Густав Яльмар Кинберг (швед. Johan Gustaf Hjalmar Kinberg, 13 мая 1820 — 29 августа 1908) — шведский зоолог, врач и ветеринар, родился в Грёнби, недалеко от Треллеборга, лен Сконе, и умер в приходе Святого Матфея в Стокгольме.

## Семья
Отец Яльмара Кинберга Хенрик Кинберг был сельским священником, как и его дед, Юхан Густав Кинберг. Его мать, Маргарета Ловиза Шлайтер, была сестрой профессора Карла Юхана Шлайтера, известного шведского юриста и учёного. Кинберг был дважды женат, первый раз в 1854 году, на Хелене Стокенберг (1831—1858). После смерти первой жены в 1859 году он снова женился на Авроре Хаммаршельд. У него было двое детей: Арвид Густав Кинберг, родившийся в 1860 году, и Готфрид Хильдинг Кинберг, родившийся в 1874 году. Он прапрадедушка Анны Кинберг Батра, шведского политика, которая возглавляла Умеренную коалиционную партию и была лидером оппозиции в шведском парламенте.

## Карьера
Кинберг поступил в Лундский университет в 1838 году и получил диплом по естественным наукам в 1844 году, затем получил степень магистра философии в 1848 году, а затем получил степень доктора медицины в 1850 году. Впоследствии он работал врачом, включая работу помощником врача в датской армии в Шлезвиге в 1850 году, прежде чем он был отправлен на фрегат Его Шведского Величества Евгений в качестве хирурга и зоолога корабля во время его кругосветного плавания в 1851—1853 годах. По возвращении он был назначен прозектором и преподавателем анатомии в Каролинском институте. С 1854 года он был назначен временным профессором Ветеринарного института Скара (который в 1867 году стал Шведским ветеринарным институтом), стал исполняющим обязанности профессора с 1856 года и полным профессором с 1859 по 1888 год. Он также работал там директором с 1856 по 1862 и с 1872 по 1886 годы. Он был одним из основателей Шведской ветеринарной ассоциации и её первым председателем.
Кинберг представил отмеченную наградами зоологическую диссертацию в Уппсальском университете в 1863 году, Synopsis suturarum et epiphysium. Он также опубликовал ряд статей о новых видах кольчатых червей, собранных во время экспедиции на Евгении между 1865 и 1867 годами, которые были переизданы посмертно в Уппсале в виде единого тома, опубликованного в 1910 году. Он также опубликовал на шведском языке статьи по ветеринарии в 1863 и 1872 годах, анатомии скелета млекопитающих в 1869 году и зубочелюстной системе свиней в 1875 году. Также Кинберг работал над Svenska foglarna, книгой по шведской орнитологии, с Питером Окерлундом и Карлом Якобом Сундевалем, книга была опубликована между 1856 и 1886 годами; и он был автором Eddas Naturhistoria 1880 года.